# Palais de Massandra
Le palais de Masandra est une ancienne résidence impériale, entourée d'un parc, située à Massandra, en Crimée. Il a été construit à la fin du XIXe siècle en style Château.

## Situation
Le palais s'élève sur une hauteur au nord de Massandra et est entouré d'un parc de quarante hectares.

## Histoire
Vers 1840, Olga Stanislavovna Narychkina (1802-1861), propriétaire du domaine, fait venir à Massandra le célèbre horticulteur Karl Keebach pour aménager le parc.
En 1879, le prince Semion Mikhaïlovitch Vorontsov (1823-1882) commande la construction du palais à l'architecte français Étienne Bouchard dans un style inspiré de la Renaissance française. Les travaux sont suspendus après la mort de l'architecte en 1881, suivie de celle du commanditaire l'année suivante.
Le 9 mars 1889, le domaine avec le château inachevé est vendu par la nièce de Vorontsov à l'Agence des domaines impériaux pour la somme d'1 874 050 roubles. 
Le tsar Alexandre III confie à Maximilian Messmacher, son architecte favori, la tâche d'achever le palais en style Louis XIII. Les travaux reprennent en 1892 et sont toujours en cours quand le souverain meurt deux ans plus tard. La construction se poursuit sous son successeur Nicolas II et s'achève en 1900. Bien que Massandra était répertoriée parmi les résidences impériales, aucun membre de la famille n'y a jamais séjourné la nuit, lui préférant plutôt le palais voisin de Livadia.
De 1929 à 1943, le château abrite le sanatorium « Santé prolétarienne », avant d'être affecté à l'Institut soviétique de recherche sur la vinification et la viticulture en 1944 puis de devenir une datcha d'État en 1948.
Après la fin de l'Union soviétique et l'indépendance de l'Ukraine, le palais est transformé en musée en 1992. Des accords y sont signés avec la Russie le 3 septembre 1993.
Depuis l'annexion de la Crimée en 2014, le domaine est géré par l'Administration présidentielle russe. En 2017, un buste d'Alexandre III est installé dans les jardins.

## Galerie

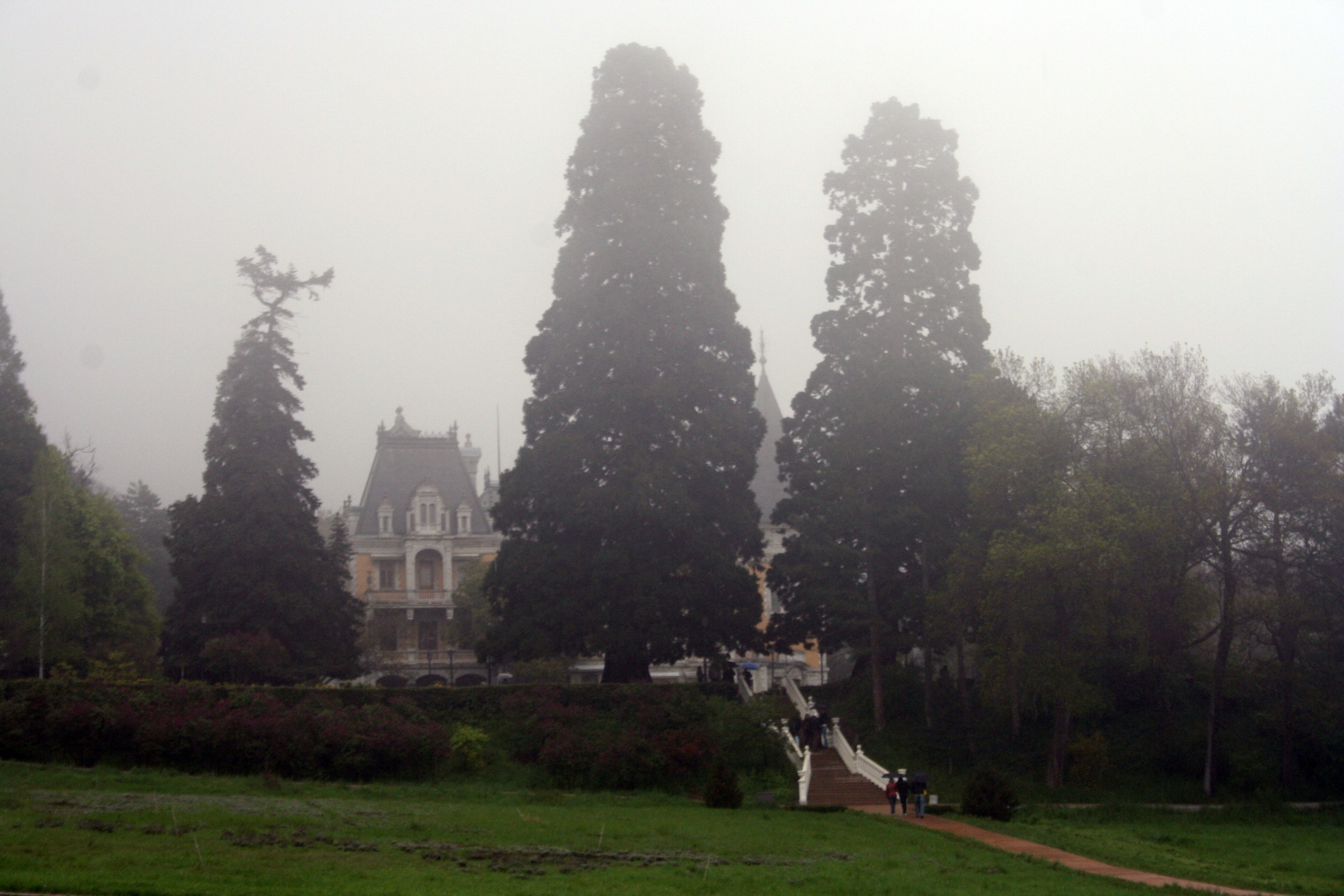
Vue du parc,
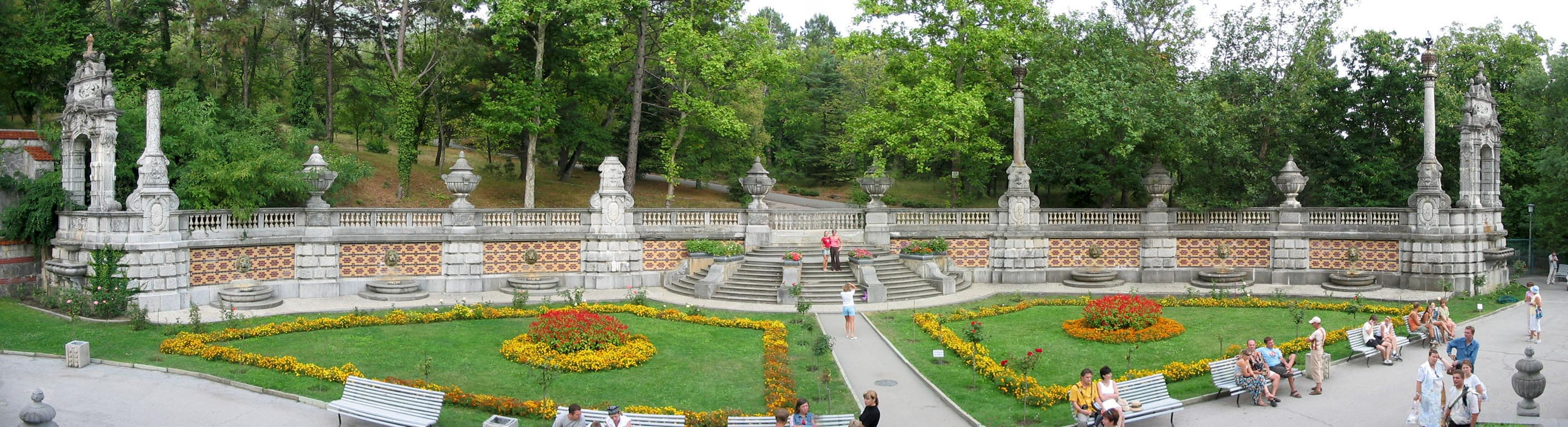
et de sa fontaine,
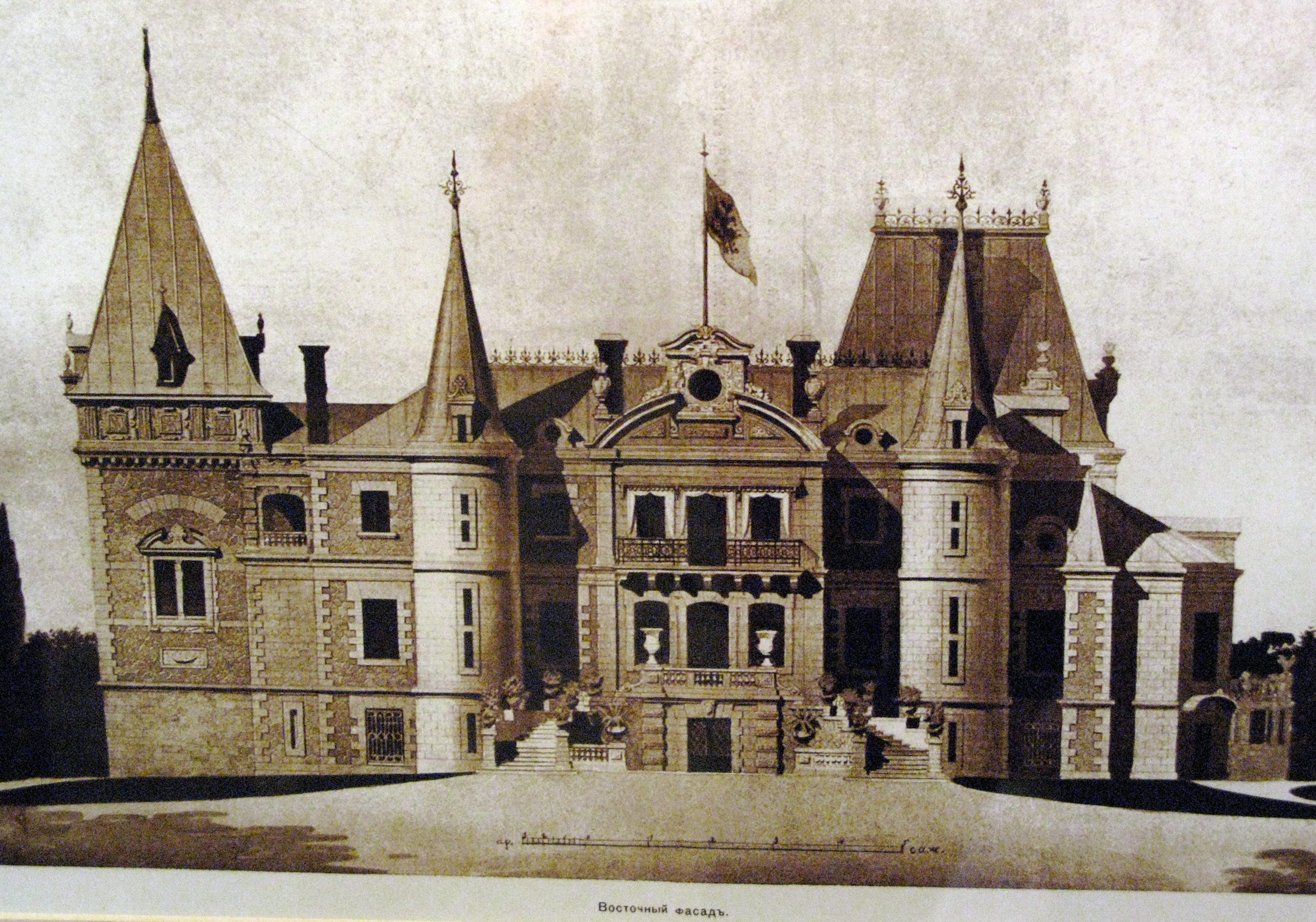
une façade, sur une ancienne vue,
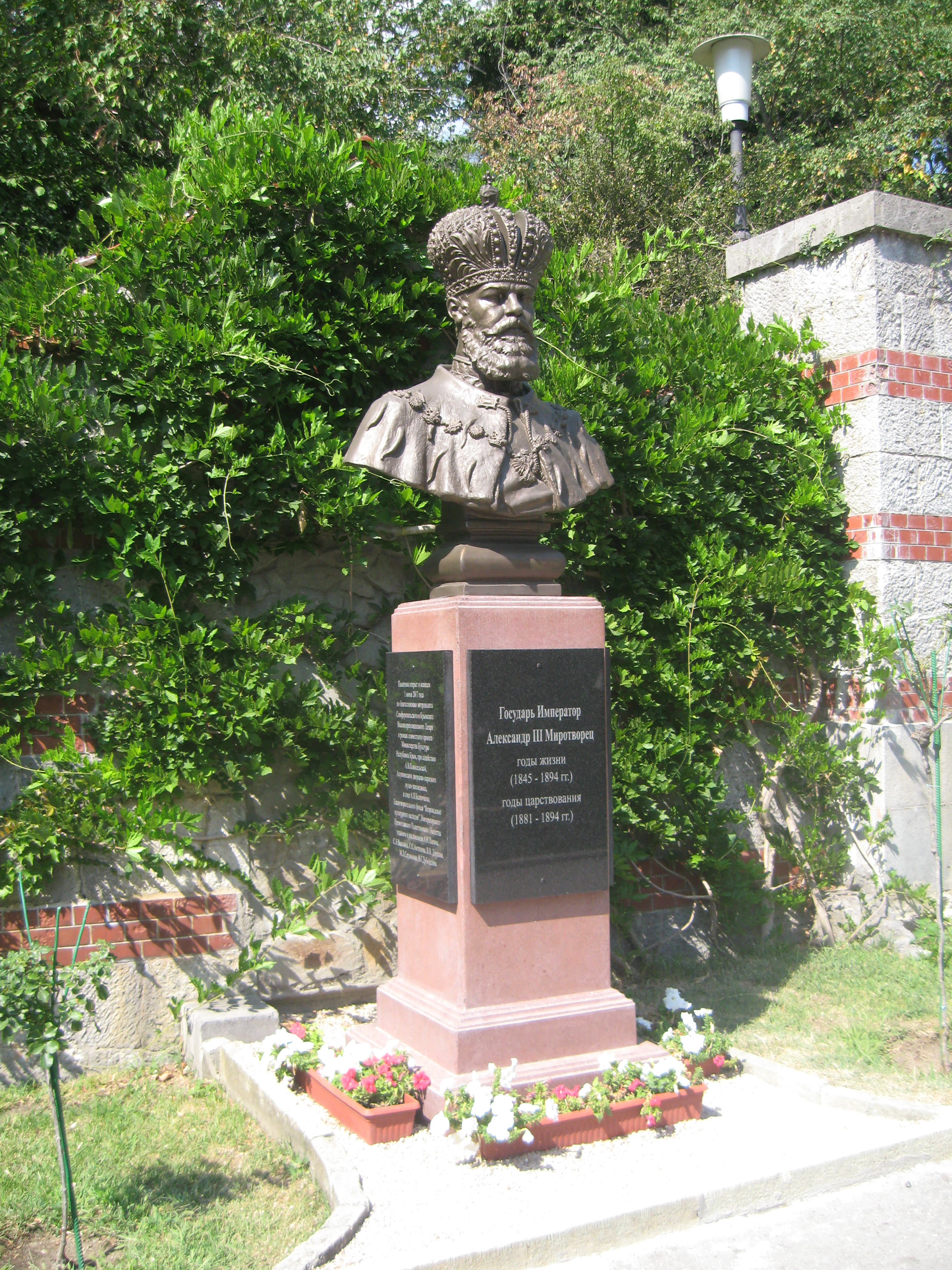
buste d'Alexandre III
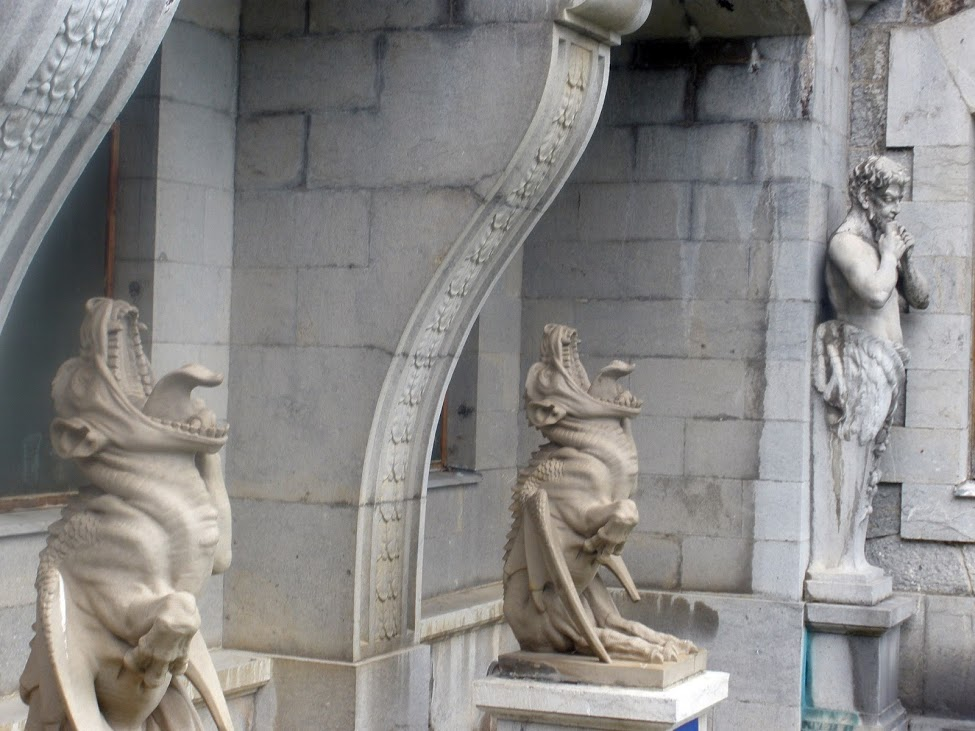
chimères et satyre
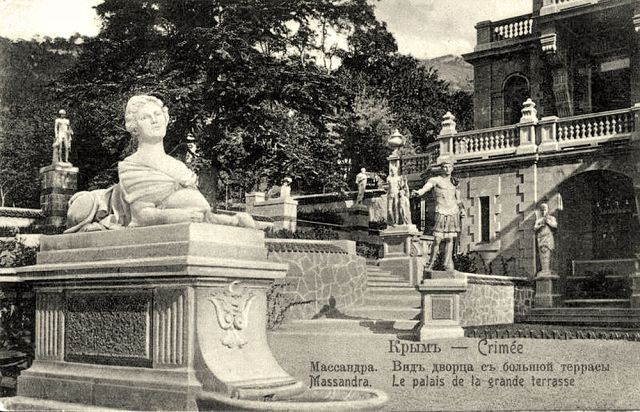
Sphynx.
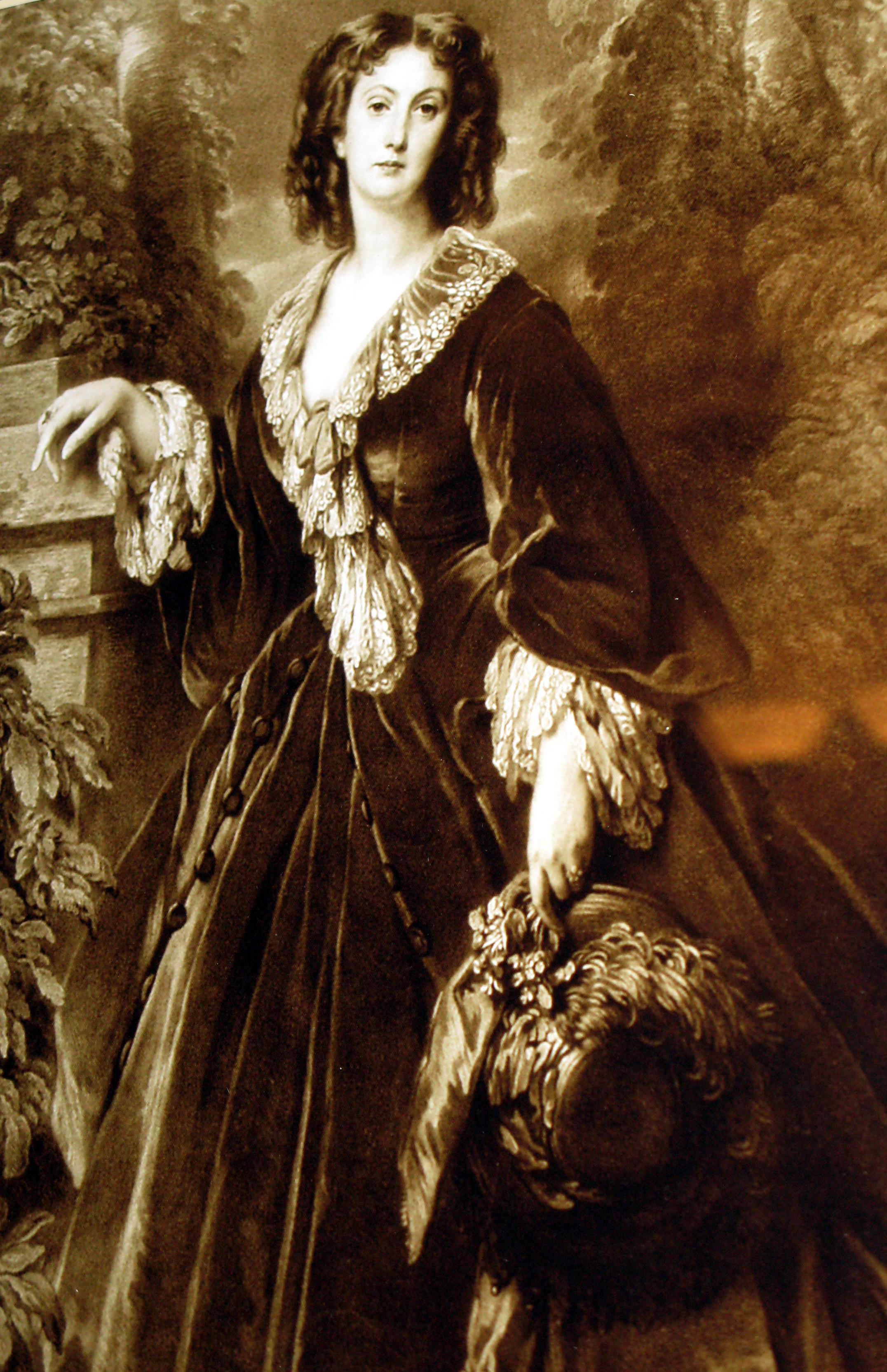
Maria Vorontsova Stolipine épouse Troubenskoï.
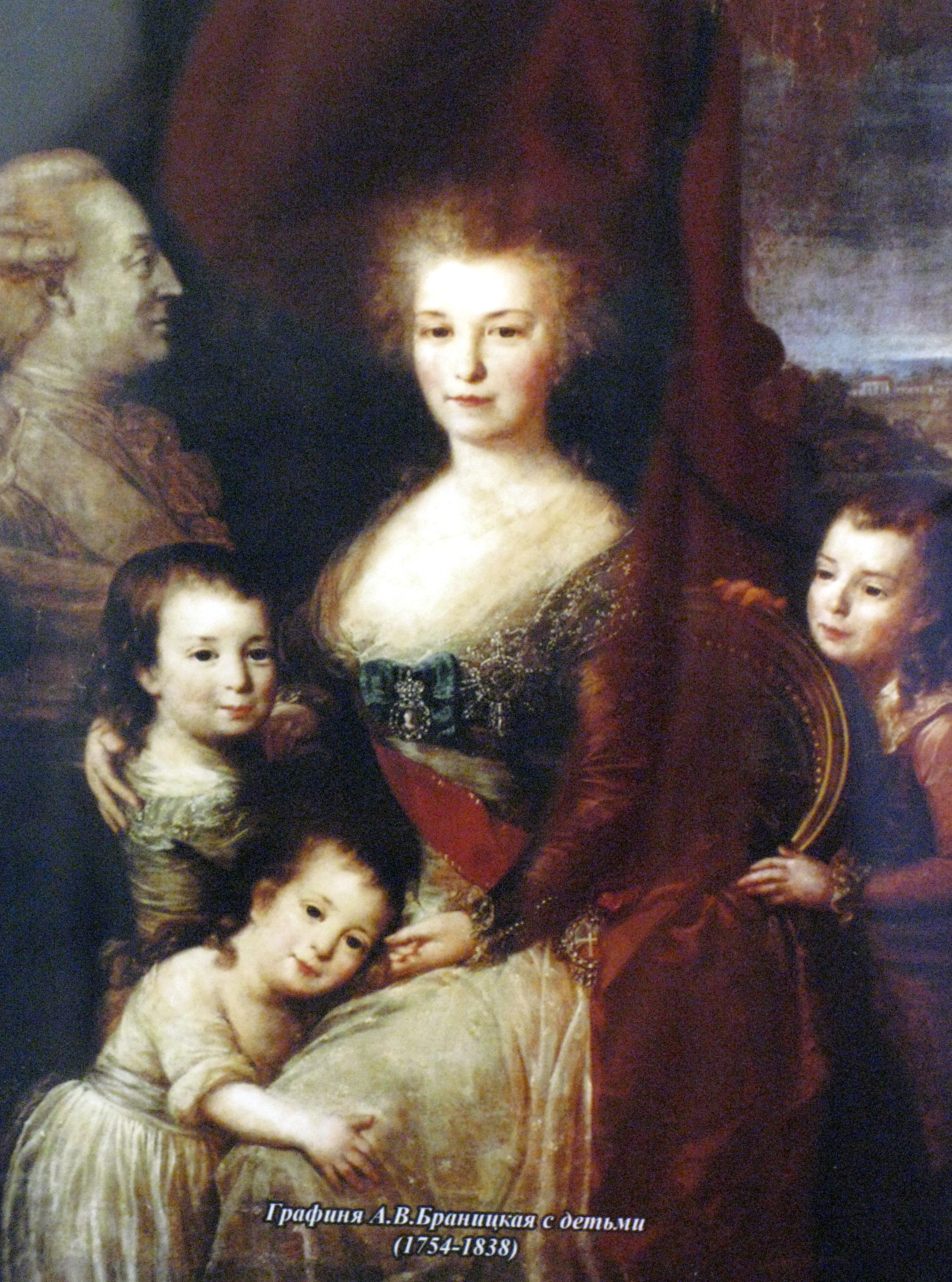
Graphinia Branitskaïa.
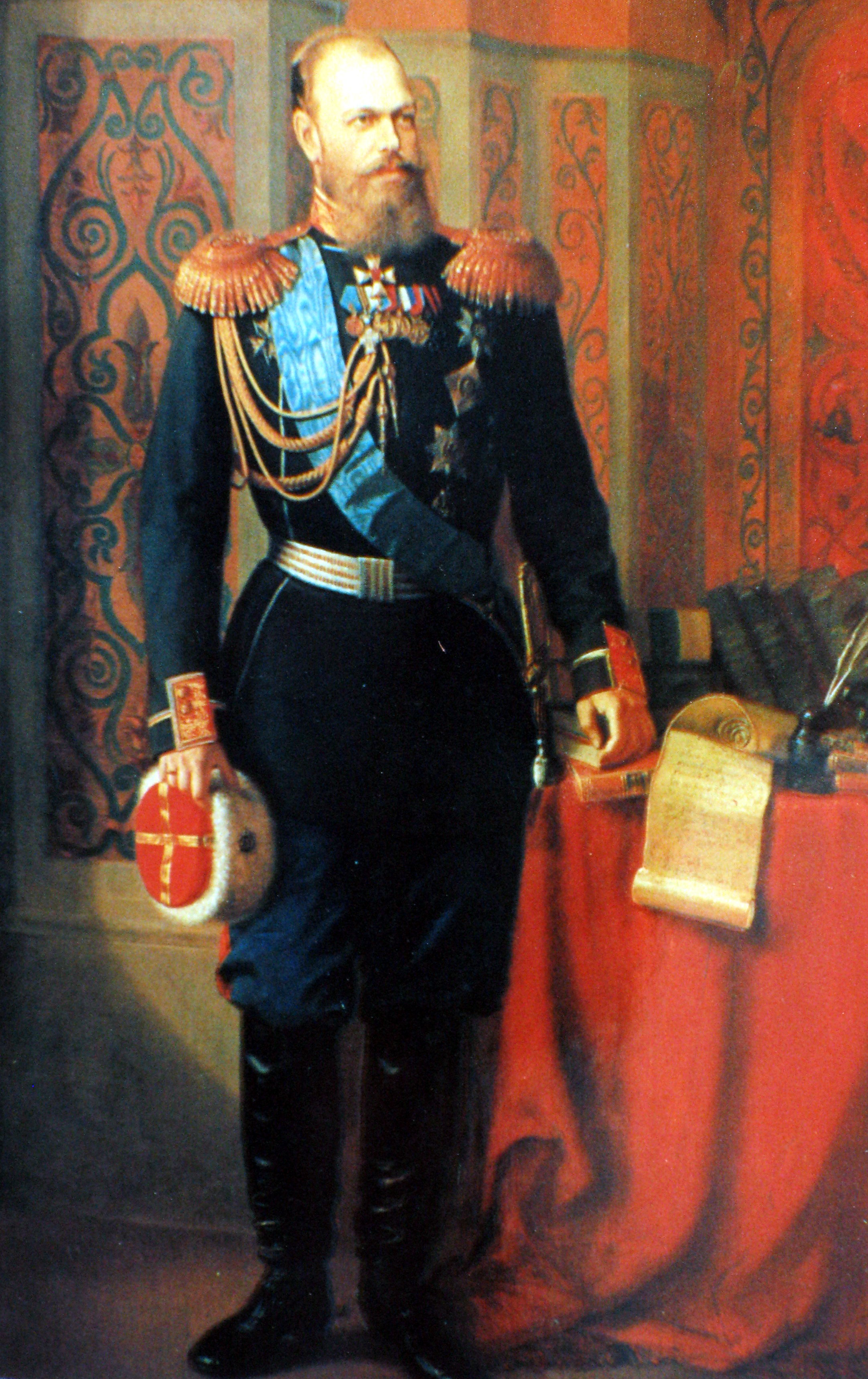
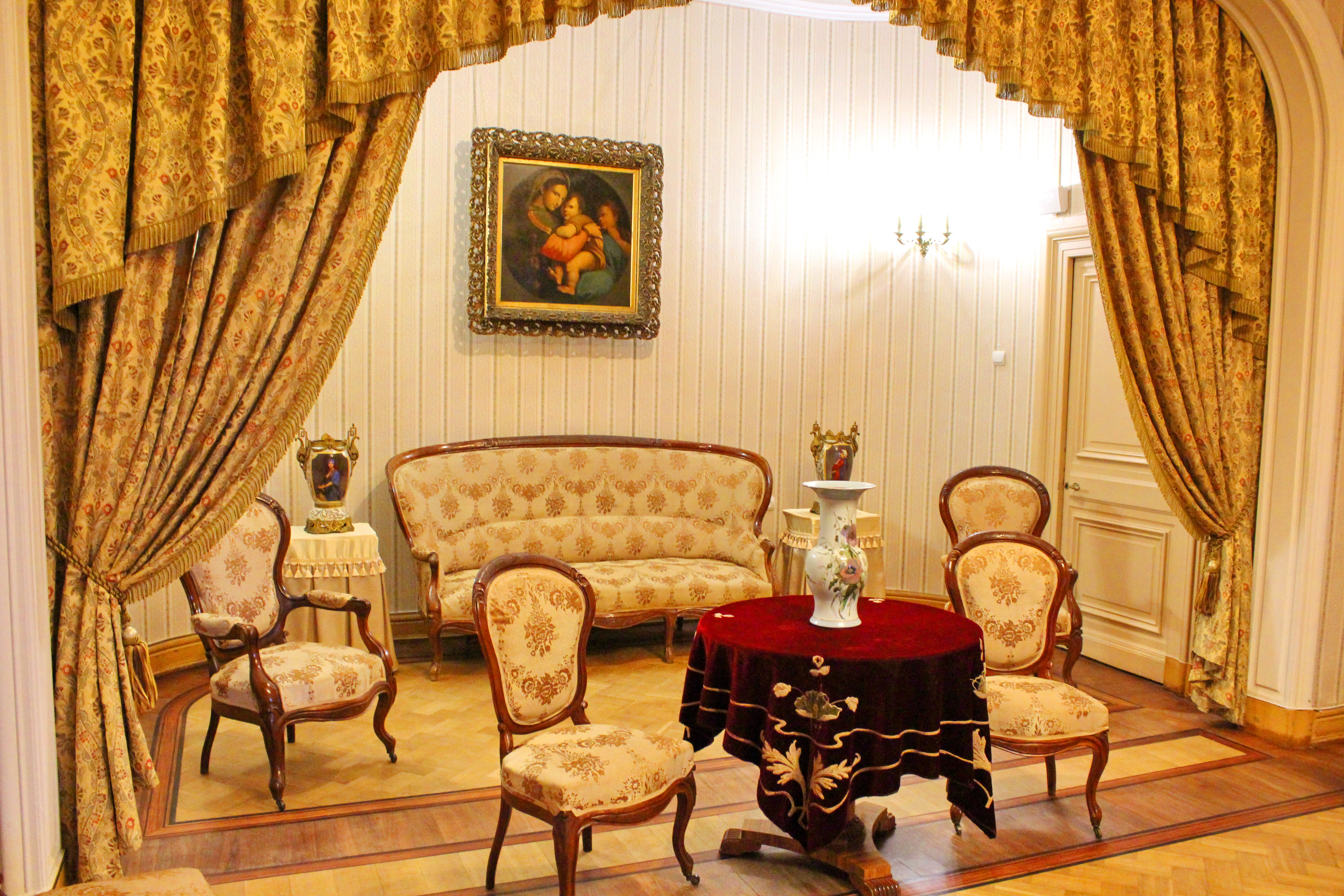
Petit salon.
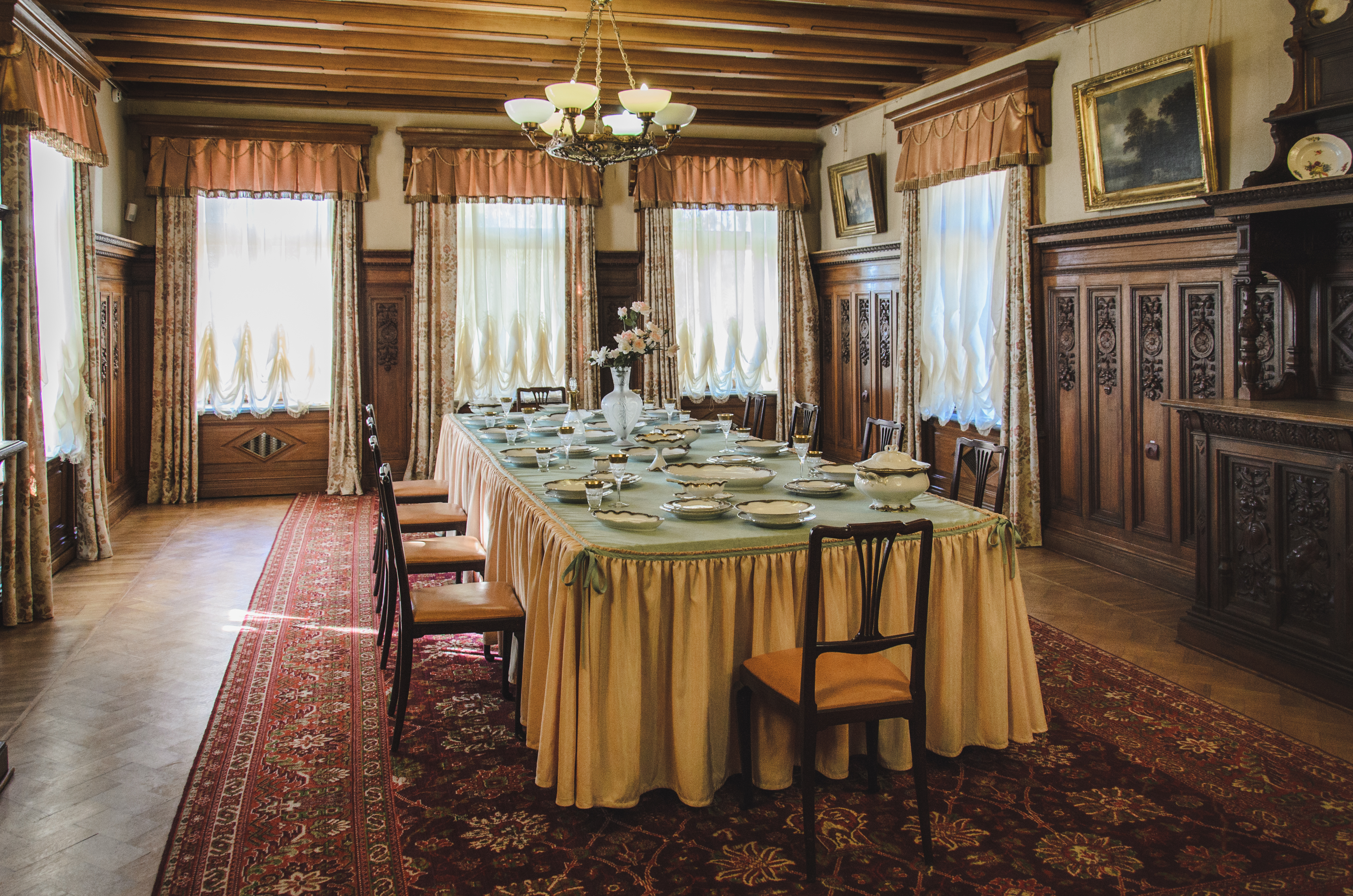
Salle à manger.
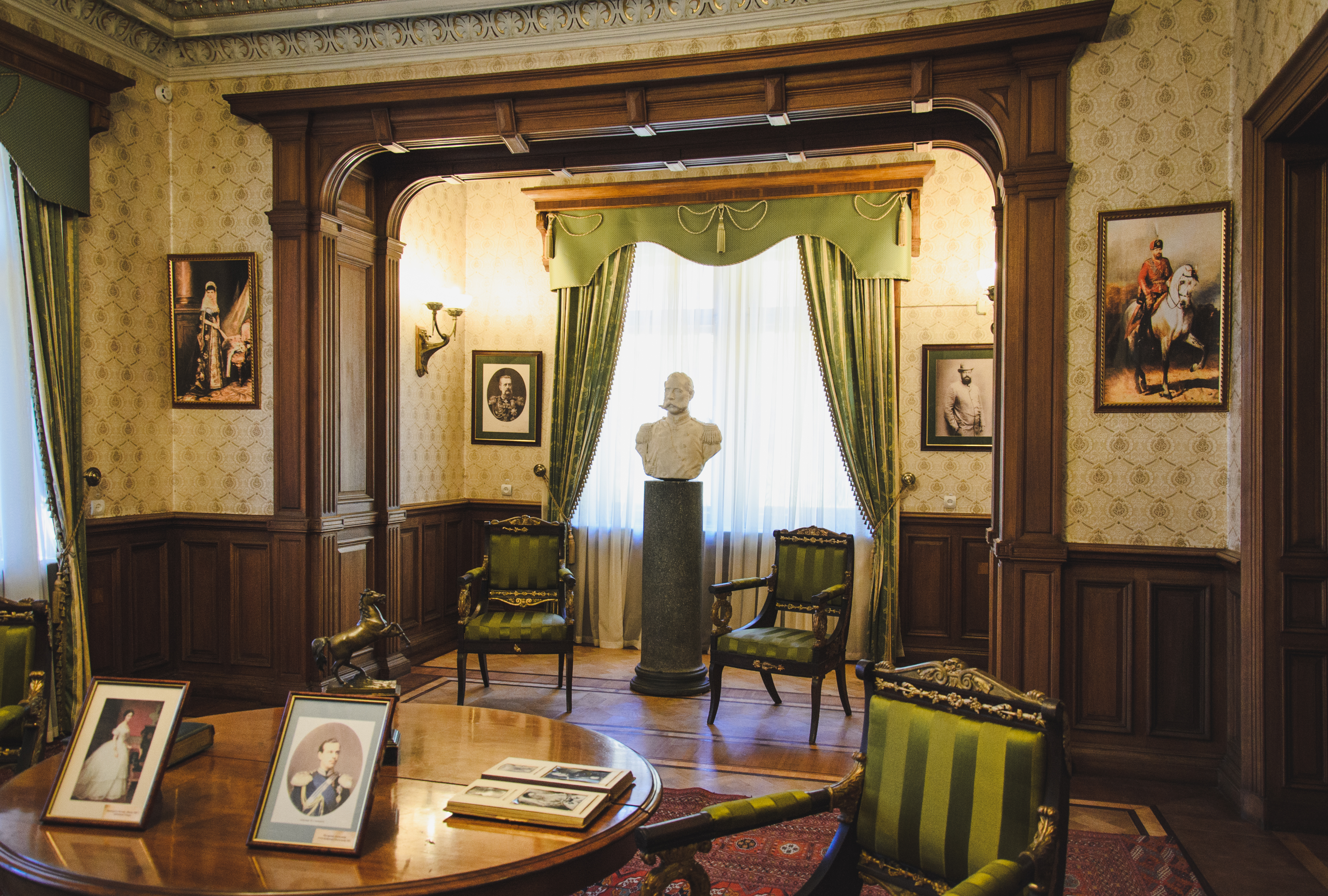
Salon du buste d'Alexandre III.